# Факау (Ђурђу)
Факау (рум. Făcău) насеље је у Румунији у округу Ђурђу у општини Булбуката. Oпштина се налази на надморској висини од 72 m.

## Становништво
Према подацима из 2002. године у насељу је живело 188 становника, од којих су сви румунске националности.